# Glaphyrolytta viridipennis
Glaphyrolytta viridipennis là một loài bọ cánh cứng trong họ Meloidae. Loài này được Burmeister miêu tả khoa học năm 1865.